# جون إس. رايس
جون إس. رايس (بالإنجليزية: John S. Rice)‏ هو دبلوماسي وسياسي أمريكي، ولد في 28 يناير 1899 في مقاطعة أدمز في الولايات المتحدة، وتوفي في 2 أغسطس 1985 في فورت لودرديل في الولايات المتحدة. حزبياً، نشط في الحزب الديمقراطي. وقد انتخب عضو مجلس ولاية بنسيلفانيا.